# Steinbach an der Haide
Steinbach an der Haide ist ein Gemeindeteil der Stadt Ludwigsstadt im oberfränkischen Landkreis Kronach in Bayern.

## Geographie
Das Pfarrdorf Steinbach an der Haide liegt geschützt in einer Senke eines Hochplateaus im Naturpark Frankenwald. Die Kreisstraße KC 26 führt über Thünahof nach Ludwigsstadt zur Bundesstraße 85 (3,1 km südwestlich). Gemeindeverbindungsstraßen führen nach Falkenstein (2 km nordwestlich) und nach Lichtentanne zur L 2376 (2,3 km östlich).
Die Ortsstruktur ist die eines typischen Angerdorfes mit einem Weiher und einem historischen Pflanzbeet als zentralem Platz. Der gemeinschaftliche Dorfgarten wurde bereits in der ersten Hälfte des 16. Jahrhunderts erwähnt. Er entstand aus einer freien Fläche, die ursprünglich als Pferch für das Vieh genutzt wurde, und dann der Aussaat und dem Aufziehen von Krautpflanzen diente. Heute wachsen dort Blumen und Früchte, Gräser und Gemüse. Fast jede Familie des Dorfes besitzt eine Parzelle in der Anlage.

## Geschichte
Um das Jahr 1000 war die Gegend von dichten Urwäldern bedeckt. Nachdem der Landstrich in den Besitz des Erzstiftes in Köln gekommen war, begannen von Norden her umfangreiche Rode- und Besiedelungstätigkeiten durch das Benediktinerkloster Paulinzella bei Saalfeld und weltliche Herren.
Um das 11. Jahrhundert wurden die Grafen von Orlamünde die Eigentümer der Herrschaft Lauenstein. In diese Zeit fällt die Errichtung der Burg Lauenstein. Steinbach dürfte  um das Jahr 1100 als Waldhufendorf gegründet worden sein. Eine Kirche entstand wohl Ende des 12. oder Anfang des 13. Jahrhunderts. In den folgenden Jahrhunderten bis 1622 wurden die Geschicke des Ortes von den jeweiligen Besitzern der Herrschaft Lauenstein bestimmt.
Die erste urkundliche Erwähnung Steinbachs befindet sich im Jahr 1417 in einem Urkundenbuch des Klosters Paulinzella. In einer Urkunde der Grafen von Schwarzburg wurde der Ort „Sawsteinbach“ (Sausteinbach) genannt. Diese Schreibweise des Ortsnamens gab es bis zum Beginn des 16. Jahrhunderts. Eine weitere Erwähnung geht auf das Jahr 1481 zurück. Aus Aufzeichnungen aus dem Jahre 1497 geht hervor, dass Steinbach aus einem Rittergut mit vier Höfen, das nicht der Herrschaft in Lauenstein unterstand, und 21 weiteren Höfen bestand. Das Rittergut mit Kapelle dürfte auch der Ursprung Steinbachs gewesen sein, um dieses Gut entwickelte sich allmählich der Ort.
Im Jahre 1556 kaufte Christoph von Thüna das Rittergut und fügte es der Herrschaft Lauenstein hinzu. Aus dem Gut wurde ein herrschaftliches Vorwerk, der Steinbachshof, der 1713 zerschlagen und an Bauern aufgeteilt wurde.
Im Dreißigjährigen Krieg blieb Steinbach nicht von Kriegswirren und Plünderungen verschont. Unter anderem brandschatzten 1634 Kronacher Soldaten die Dorfkirche. Die Bevölkerung suchte öfters in den Gemäuern der Burg Lauenstein Zuflucht. Im Jahr 1622 wurde nach dem Kauf durch den Markgrafen von Brandenburg-Kulmbach das Ende der Herrschaft Lauenstein besiegelt und es entstand das Amt Lauenstein. 1636 wurde die Kirche wieder aufgebaut.
Gegen Ende des 18. Jahrhunderts gab es in Steinbach an der Haide 34 Anwesen. Das Hochgericht übte das bayreuthische Amt Lauenstein aus. Die Dorf- und Gemeindeherrschaft hatte das Kastenamt Lauenstein. Grundherren waren das Kastenamt Lauenstein (13 Güter, 2 halbe Güter, 2 Gütlein, 2 halbe Gütlein, 5 Hintersättel, 8 Häuser, 1 Mahl- und Schneidmühle) und das Sachsen-Coburg-Saalfeldische Amt Probstzella (1 Gut). Neben den Anwesen gab es 1 Pfarrkirche, 1 Gemeindehirtenhaus und 1 Bräuhaus.
Im Jahr 1792 wurde das Amt mit anderen fränkischen Besitztümern an Preußen übergeben und kam 1803 durch einen Landes- und Grenztauschvertrag zum Kurfürstentum Bayern. Von 1797 bis 1808 unterstand Steinbach an der Haide dem Justiz- und Kammeramt Lauenstein. Mit dem Ersten Gemeindeedikt wurde der Ort dem 1808 gebildeten Steuerdistrikt Lauenstein zugewiesen. Mit dem Zweiten Gemeindeedikt entstand 1818 die Ruralgemeinde Steinbach an der Haide, zu der Falkenstein und Steinbachsmühle gehörten. Sie war in Verwaltung und Gerichtsbarkeit dem Landgericht Lauenstein (1837 in Landgericht Ludwigsstadt umbenannt) zugeordnet und in der Finanzverwaltung dem Rentamt Lauenstein. 1815 wurde Steinbach an der Haide an das Rentamt Rothenkirchen überwiesen (1919 in Finanzamt Rothenkirchen umbenannt). Von 1862 bis 1880 und von 1888 bis 1931 gehörte Steinbach an der Haide zum Bezirksamt Teuschnitz, von 1880 bis 1888 und ab 1931 zum Bezirksamt Kronach, 1939 in Landkreis Kronach umbenannt. Die Gerichtsbarkeit blieb beim Landgericht Ludwigsstadt, 1879 in das Amtsgericht Ludwigsstadt umgewandelt, das 1956 zu einer Zweigstelle des Amtsgerichts Kronach wurde. Die Finanzverwaltung wurde 1929 vom Finanzamt Kronach übernommen. Die Gemeinde hatte eine Fläche von 6,337 km². 1921 bestand auf dem Gemeindegebiet Steinbachsgrund eine Schieferplattenfabrik.
Nach dem Ende des Zweiten Weltkrieges und der Teilung Deutschlands kam Steinbach in eine Grenzlage. Die bewaldeten Hänge in Richtung Norden befinden sich bereits in Thüringen.
Im Wettbewerb Unser Dorf soll schöner werden errang Steinbach an der Haide 1967 und 1975 je eine Goldmedaille auf Bundesebene.
Am 1. Januar 1978 wurde Steinbach an der Haide nach Ludwigsstadt eingemeindet.

### Baudenkmäler

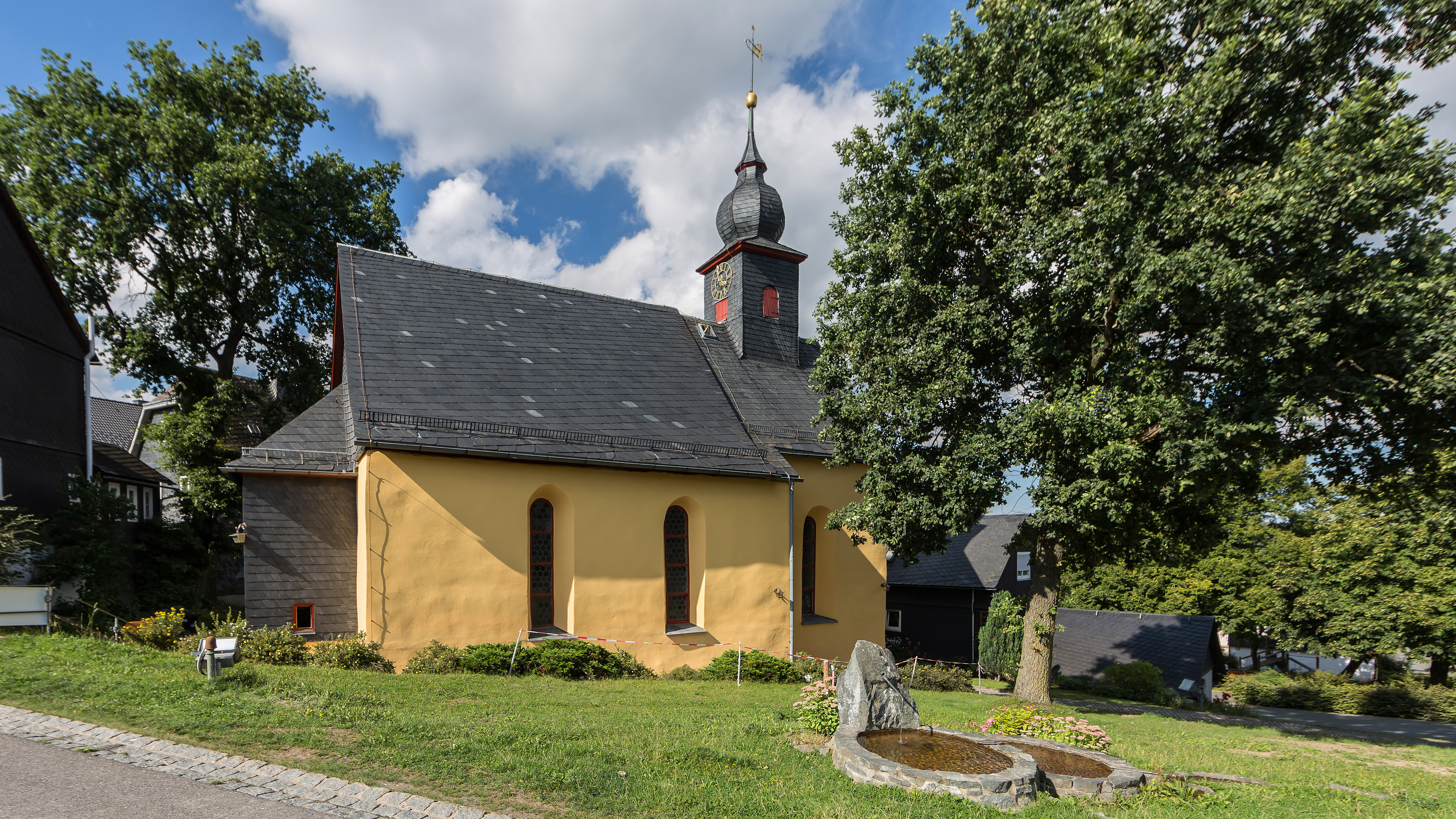
Pfarrkirche St. Elisabeth

- Evangelisch-lutherische Pfarrkirche St. Elisabeth: Von der romanischen Dorfkirche sind noch große bauzeitliche Teile vorhanden.[5] Das Langhaus hat zwei Fensterachsen und ein Satteldach. Über dem eingezogenen Chor befindet sich ein Dachreiter mit Zwiebelkuppel. Der Altarraum enthält unter anderem spätmittelalterliche Fresken mit Darstellungen der Heiligen Elisabeth von Thüringen, der Burg Lauenstein und des Gründers von Kloster Saalfeld, Erzbischof Anno II. von Köln.[7]
- Haus Nr. 02: Wohnstallhaus
- Haus Nr. 49: Ehemaliges Gasthaus Ziermann
- Vier Grenzsteine

- Haus Nr. 7: Zweigeschossiger Wohnstallbau mit Halbwalmdach, der Scheitelstein am Sturz der Haustür ist mit „K 1840“ bezeichnet. Das Erdgeschoss ist massiv, das Obergeschoss verschiefert. Über der Wohnungstür befindet sich ein abgewalmtes Vordach.[11] Das Haus listete Tilmann Breuer in dem Buch Landkreis Kronach von 1964 mit seiner ursprünglichen Hausnummer als Kunstdenkmal auf. Es ist in der Denkmalschutzliste nicht aufgeführt, da es entweder nicht aufgenommen, abgebrochen oder stark verändert wurde.

### Einwohnerentwicklung

#### Gemeinde Steinbach an der Haide
| Jahr | Einwohner | Häuser | Quelle |
| ---- | --------- | ------ | ------ |
| 1840 | 296       |        | [ 13 ] |
| 1852 | 278       |        | [ 13 ] |
| 1855 | 283       |        | [ 13 ] |
| 1861 | 277       |        | [ 14 ] |
| 1867 | 267       |        | [ 15 ] |
| 1871 | 271       | 50     | [ 16 ] |
| 1875 | 281       |        | [ 17 ] |
| 1880 | 310       |        | [ 18 ] |
| 1885 | 305       | 49     | [ 19 ] |
| 1890 | 315       | 50     | [ 20 ] |
| 1895 | 323       |        | [ 13 ] |
| 1900 | 350       | 56     | [ 21 ] |

| Jahr | Einwohner | Häuser | Quelle |
| ---- | --------- | ------ | ------ |
| 1905 | 317       |        | [ 13 ] |
| 1910 | 308       |        | [ 22 ] |
| 1919 | 298       |        | [ 13 ] |
| 1925 | 333       | 53     | [ 23 ] |
| 1933 | 324       |        | [ 24 ] |
| 1939 | 332       |        | [ 24 ] |
| 1946 | 524       |        | [ 24 ] |
| 1950 | 497       | 56     | [ 25 ] |
| 1952 | 436       |        | [ 24 ] |
| 1961 | 323       | 60     | [ 1 ]  |
| 1970 | 237       |        | [ 26 ] |

#### Ort Steinbach an der Haide
| Jahr      | 001802 | 001818 | 001861 | 001871 | 001885 | 001900 | 001925 | 001950 | 001961 | 001970 | 001987 |
| Einwohner | 283    | 223    | 244    | 243    | 282    | 325    | 275    | 402    | 262    | 221    | 141    |
| Häuser    | 36     | 37     |        |        | 46     | 51     | 50     | 49     | 52     |        | 50     |
| Quelle    | [ 27 ] | [ 9 ]  | [ 14 ] | [ 16 ] | [ 19 ] | [ 21 ] | [ 23 ] | [ 25 ] | [ 1 ]  | [ 26 ] | [ 28 ] |